# Semiothisa gambaria
Semiothisa gambaria är en fjärilsart som beskrevs av Jacob Hübner 1818. Semiothisa gambaria ingår i släktet Semiothisa och familjen mätare. Inga underarter finns listade i Catalogue of Life.